# La spia (film 1919)
La spia (Secret Service) è un film muto del 1919 diretto da Hugh Ford.
Ambientato durante la guerra civile americana, il film è un adattamento dell'opera teatrale di William Gillette che era già stato portato sullo schermo nel 1915 con il cortometraggio Secret Service, prodotto dalla Essanay Film Manufacturing Company. Nel 1931, ne fu fatta una versione sonora, un Secret Service diretto da J. Walter Ruben che in Italia venne distribuito con il titolo Eroi senza gloria.

## Produzione
Il film fu prodotto dalla Paramount Pictures (con il nome Famous Players-Lasky Corporation).

## Distribuzione
Distribuito dalla Paramount Pictures (con il nome Famous Players-Lasky Corporation), il film - presentato da Jesse L. Lasky - uscì nelle sale cinematografiche degli Stati Uniti il 15 giugno 1919. In Italia uscì nel 1923/24.